# Goldohrtangare
Die Goldohrtangare (Tangara chrysotis) ist eine in Südamerika vorkommende Vogelart aus der Familie der Tangaren (Thraupidae).

## Merkmale
Die Goldohrtangare erreicht eine Körperlänge von etwa 14 Zentimetern und ein Gewicht von 23,0 bis 25,5 Gramm. Namensgebend sind die goldgelben Ohrdecken, die nach unten von einem schwarzen, Schnurrbart ähnlichen Streifen begrenzt werden. Der gelbe Kopf zeigt eine schwarze Gesichtsmaske sowie eine ebenfalls schwarze Kopfplatte. Die Kehle ist hellgelb, Brust und Flanken sind türkisfarben, der Bauch ist rotbraun gefärbt. Das Rückengefieder ist schwarz und grün gescheckt, die Arm- und Handschwingen sowie die Steuerfedern sind schwarz und dünn grün eingefasst. Beide Geschlechter unterscheiden sich farblich kaum. Die Weibchen zeigen etwas blassere Farben.

## Verbreitung, und Lebensraum
Das Verbreitungsgebiet der Art erstreckt sich durch überwiegend gebirgige Gegenden vom Süden Kolumbiens durch Ecuador und Peru bis in den Norden Boliviens. Goldohrtangare besiedeln bevorzugt feuchte Wälder, Waldränder und Berghänge in Höhenlagen zwischen 760 und 2400 Metern.

## Lebensweise
Die Vögel ernähren sich in erster Linie von Früchten, in geringem Maße auch von Gliederfüßern (Arthropoda). Besonders beliebt sind die Früchte von Miconia-Arten. Bei der Nahrungssuche sind die Vögel ständig in Bewegung und nehmen die Früchte und Beeren meist kopfabwärts zu sich. Vielfach wird die Nahrung in den Wipfeln hoher Bäume in Höhen zwischen zehn und dreißig Metern über dem Boden gesucht. Die Goldohrtangare leben einzeln, paarweise oder in kleinen Gruppen von bis zu vier Individuen, zuweilen auch in Gesellschaft mit anderen Tangaren-Arten. Bezüglich des Brutverhaltens liegen derzeit keine Erkenntnisse vor.

## Gefährdung und Schutz
Die Gelbkopftangare ist in Schutzgebieten und Nationalparks nicht selten und wird demzufolge von der Weltnaturschutzorganisation IUCN als  „Least Concern = nicht gefährdet“ klassifiziert.
Außerhalb der Schutzgebiete ist aufgrund der Urbarmachung des Lebensraums dort jedoch ein Rückgang der Art zu erwarten.